# Адемар Гелб
Адемар Максимилиан Морис Гелб (на немски: Adhémar Maximilian Maurice Gelb) е германски психолог, един от основателите на школата на гещалта.

## Биография
Роден е на 18 ноември 1887 г. в Москва, Руска империя. След като завършва хуманитарна гимназия в родния си град, учи в Мюнхен, където получава философско образование. През 1910 г. защитава докторска дисертация под ръководството на Карл Щумпф в Психологическия институт на Берлинския университет. От 1912 до 1914 г. работи в Института по психология във Франкфурт. От 1915 г. работи с Курт Голдщайн. През 1919 г. става специалист по философия и психология. През 1924 г. става професор. От 1929 г. е ръководител на Института по психология във Франкфурт, а от 1931 г. е професор в Университета в Хале. Подобно на Голдщайн, през 1933 г., губи работата си поради еврейския си произход. Напуска Германия през 1934 г.
Умира от туберкулоза на 7 август 1936 г. в Шомберг (Шварцвалд) на 48-годишна възраст.